# Horatio Caro
Horatio Caro (Newcastle upon Tyne, 5 de julio de 1862-Berlín, 15 de diciembre de 1920) fue un ajedrecista inglés.
Era originario de Inglaterra, pero pasó la mayor parte de su vida jugando ajedrez en Alemania.
Dentro de sus más grandes juegos de ajedrez, se puede destacar que en 1890 se dio a conocer organizando un evento contra el eventual campeón del mundo, Emanuel Lasker, y Caro ganó la partida en 14 movimientos. En 1892 empató ante Curt von Bardeleben (+2 -2 = 2), y además en ese mismo año perdió ante Szymon Winawer (2, -3, = 1). En 1897 perdió ante Jacques Mieses (-4 +3 = 3). En 1903 volvió a empatar con Bardeleben, pero esta vez con un resultado de (-4 + 4 = 0). En 1905 ganó ante el alemán Moritz Lewitt (4, -3 = 5).
Actualmente, se le atribuye a Caro, juntó al ajedrecista Marcus Kann, la apertura de ajedrez «Defensa Caro-Kann».